# Chimi Dorji
Chimi Dorji (Geylegphug, 22 de dezembro de 1993) é um futebolista butanês que atua como meia. Atualmente joga pelo Drukstars.

## Carreira internacional
Chimi jogou sua primeira partida pela seleção nacional em 14 de abril de 2009, contra as Filipinas, válida pela AFC Challenge Cup de 2011. O jogo terminou em derrota por 1 a 0.